# Мохамед, Саид Ахмед
Саид Ахмед Мохамед (Said Ahmed Mohamed, пишет под псевдонимом Саид Хамис; р. 1947, о. Пемба, Занзибар) — танзанийский писатель, романист, поэт и литературовед. Свои произведения пишет на языке суахили.
Родился на Занзибаре, являвшемся в то время султанатом под британским протекторатом. Высшее образование в области лингвистики и литературы получил в университете Дар-эс-Салама, в ту пору столицы объединённой Танзании. Затем отправился учиться в ГДР, где в Университете Карла Маркса в Лейпциге получил докторскую степень, после чего вернулся на Занзибар, возглавив Институт языка суахили и иностранных языков. Позднее переехал в Кению, где работал в университетах Мои и Найроби, затем в Японию, где стал профессором факультета иностранных языков университета Осаки, и, наконец, в 1997 году — в Германию, где стал профессором африканских языков и литературы университета Байройта.
Его творчество представлено как романами, поэзией и пьесами, так и научными работами о языке суахили и литературе и музыке народов, которые на нём говорят. Свой первый роман — Asali Chungu (рус. «Горький мёд») — написал в 1970 году. Наиболее известные романы: Utengano («Развод»), Dunia Mti Mkavu («Мир – это сухое древо», оба 1980), Kiza katika Nuru («Свет в темноте», 1988), Tata za Asumini (1990), Babu Alipofufuka («Когда воскрес дедушка», 2001), Dunia Yao (2006), Nyuso za Mwanamke (2010). Темой его произведений являются колониальная история Занзибара и социальные проблемы занзибарского общества; писатель подвергает жёсткой критике неоколониализм, глобализацию и пороки постколониальной элиты общества. Такие его произведения, как «Когда воскрес дедушка», близки к постмодернизму, сочетая черты магического реализма и сюрреализма. Как драматург запомнился абсурдистской пьесой «Амезиди», вышедшая на японском в 1992 и на суахили в 1995 году.